# Montauban
Montauban (en occitano Montalban) es una ciudad del suroeste de Francia. Se trata de la capital y prefectura del departamento de Tarn y Garona en la región de Occitania.

## Datos básicos
Tiene 54 421 habitantes y es la capital del departamento de Tarn y Garona. Se sitúa a unos 50 km al norte de Toulouse, en la ribera izquierda del río Tarn.

## Demografía
| 26 160 | 21 950 | 23 973 | 25 357 | 24 660 | 23 865 | 23 561 | 25 102 | 24 726 | 25 095 | 27 054 | 25 991 | 25 624 | 26 952 | 28 335 | 29 863 | 30 388 | 29 470 | 30 506 | 28 688 | 29 778 | 26 094 | 28 829 | 29 981 | 32 025 | 36 281 | 38 321 | 41 002 | 45 872 | 48 028 | 50 682 | 51 224 | 51 855 | 55 438 |
| Para los censos de 1962 a 1999 la población legal corresponde a la población sin duplicidades (Fuente: INSEE [Consultar]) |        |        |        |        |        |        |        |        |        |        |        |        |        |        |        |        |        |        |        |        |        |        |        |        |        |        |        |        |        |        |        |        |        |

## Historia
En 1144, el conde Alfonso Jordán fundó Montauban. Será la primera bastida de la Historia.
Desde los años 1530 en adelante la población de Montauban se convirtió al protestantismo para llegar a ser totalmente hugonota al principio de las Guerras de Religión. En 1556, la misa por la muerte de Enrique II no se llevó a cabo hasta después de ocho meses. En enero de 1561, el culto protestante es público; en el mes de agosto no se les permite el rezo a los monjes católicos. El obispo es expulsado y los únicos cónsules de la ciudad son protestantes.
En 1598, Enrique IV habiendo concedido por el edicto de Nantes los derechos religiosos a los protestantes de Francia, concede a estos últimos cerca de unas sesenta plazas. Montauban será una de las más importantes plazas de seguridad otorgadas por el edicto, junto a Nimes y La Rochelle.
En Montauban se encuentra enterrado Manuel Azaña, presidente de la Segunda República Española. Montauban, al igual que otras ciudades del sur de Francia, vio durante años cómo miles de españoles exiliados que escapaban del franquismo se instalaban, en un principio provisionalmente.

## Monumentos

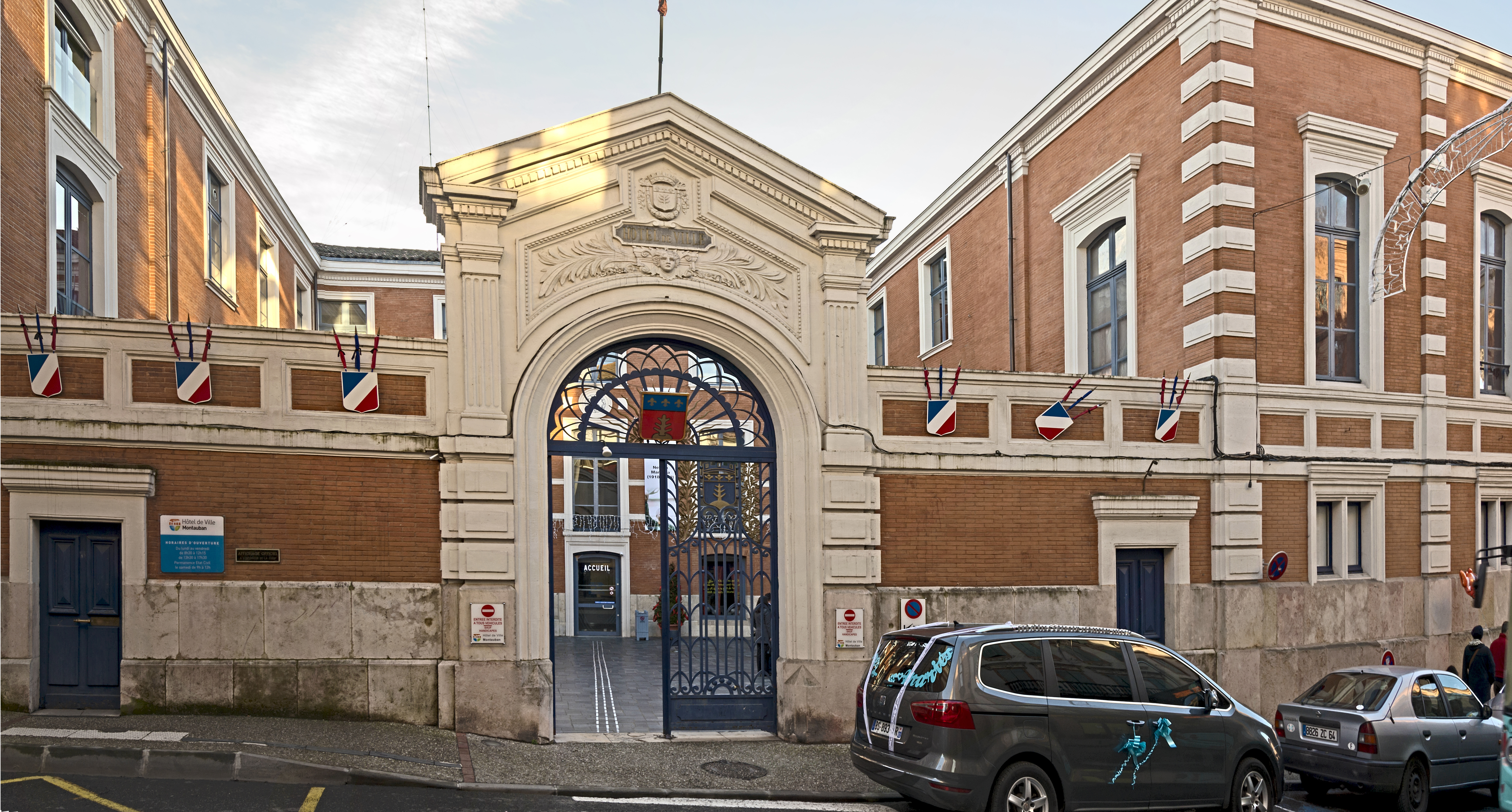
El ayuntamiento.
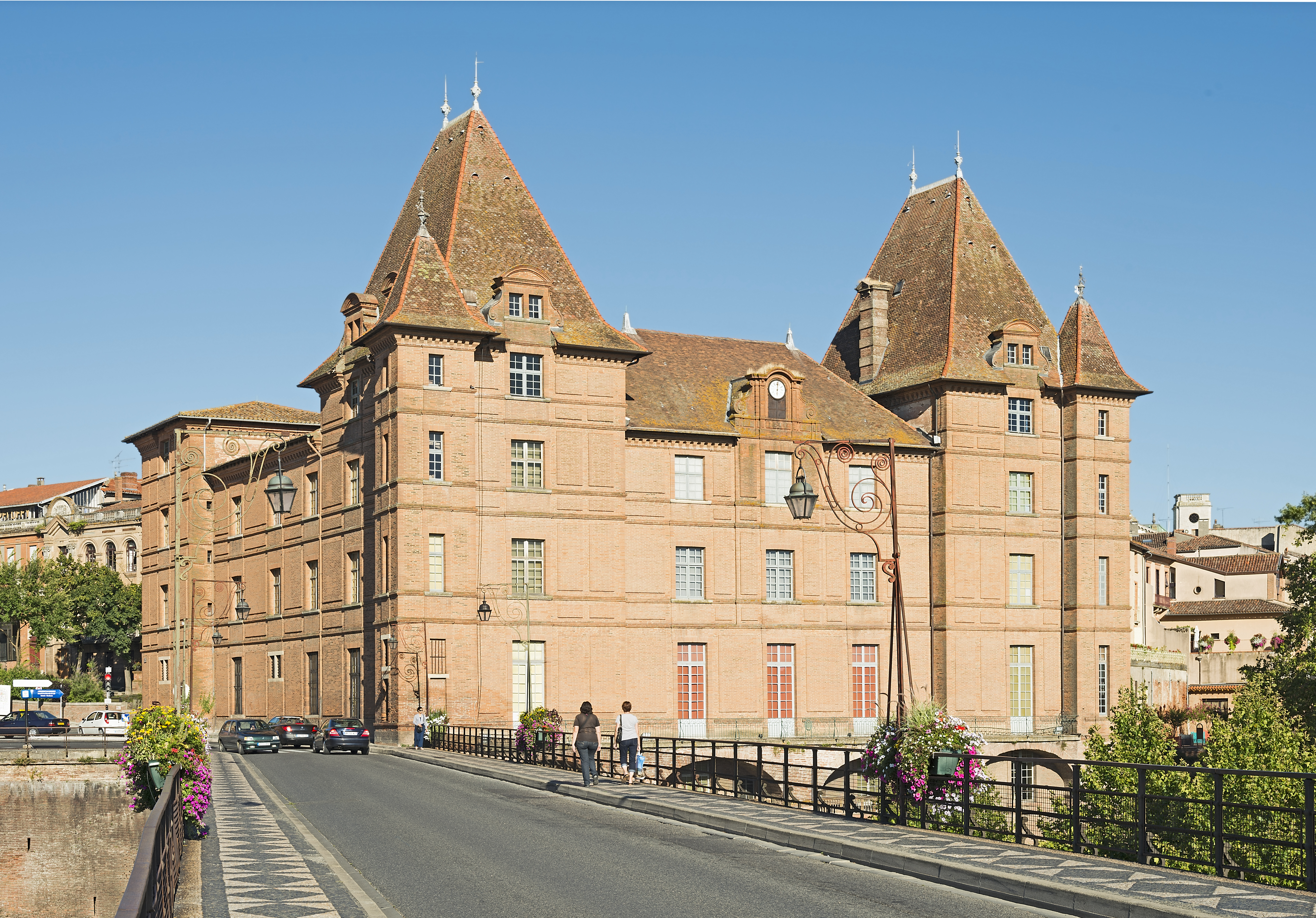
El museo Ingres
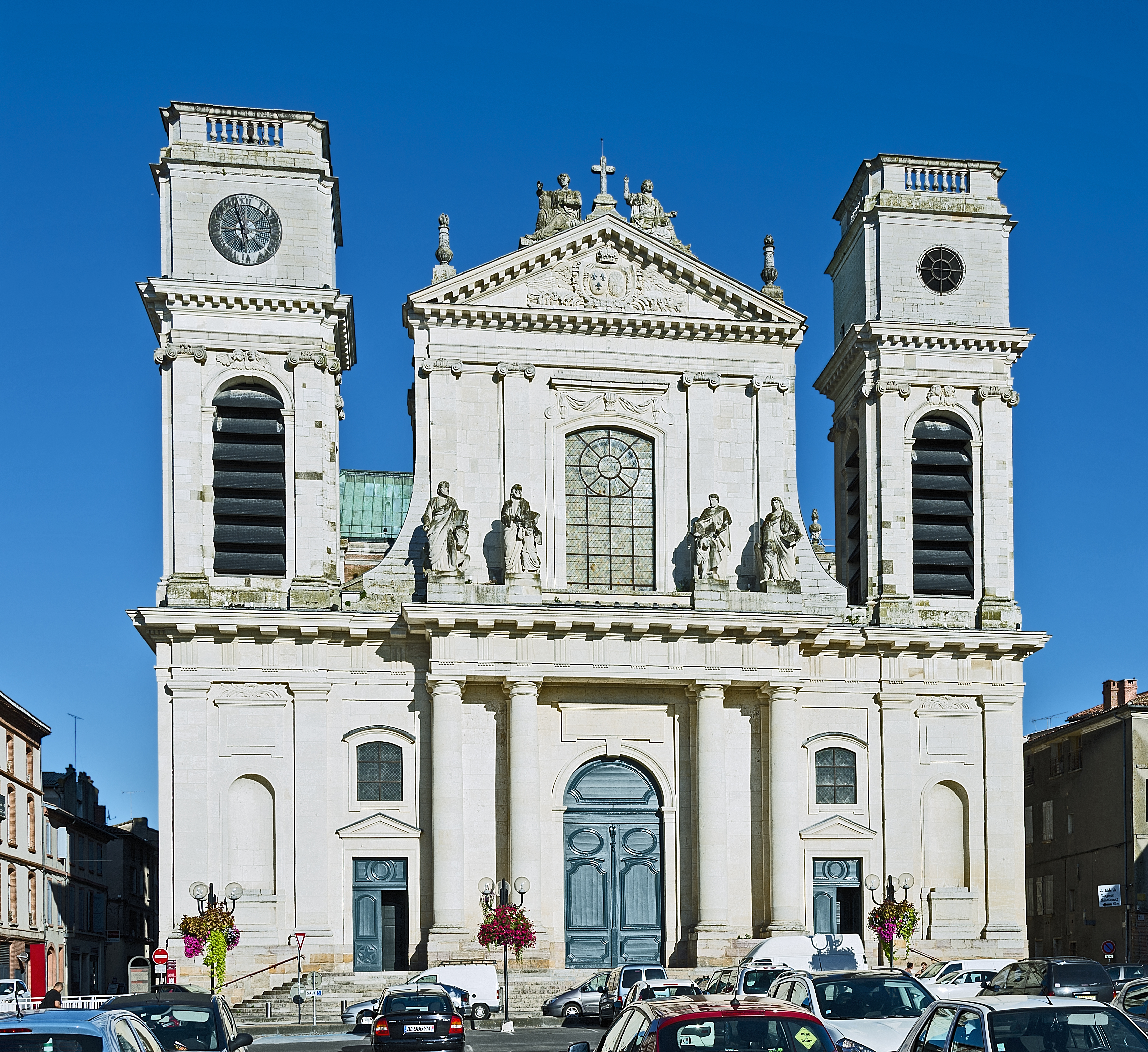
Catedral.
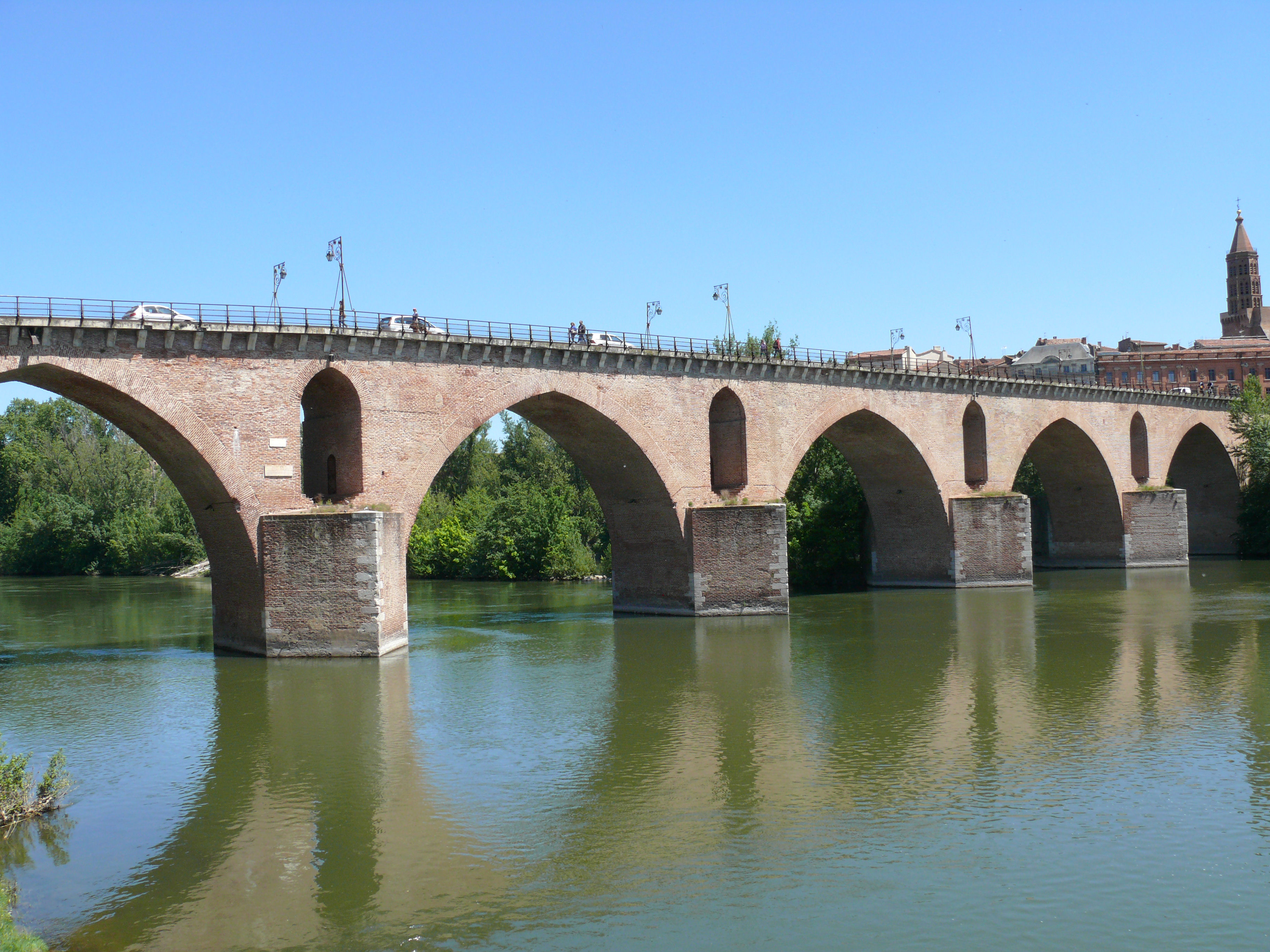
El Puente Viejo.
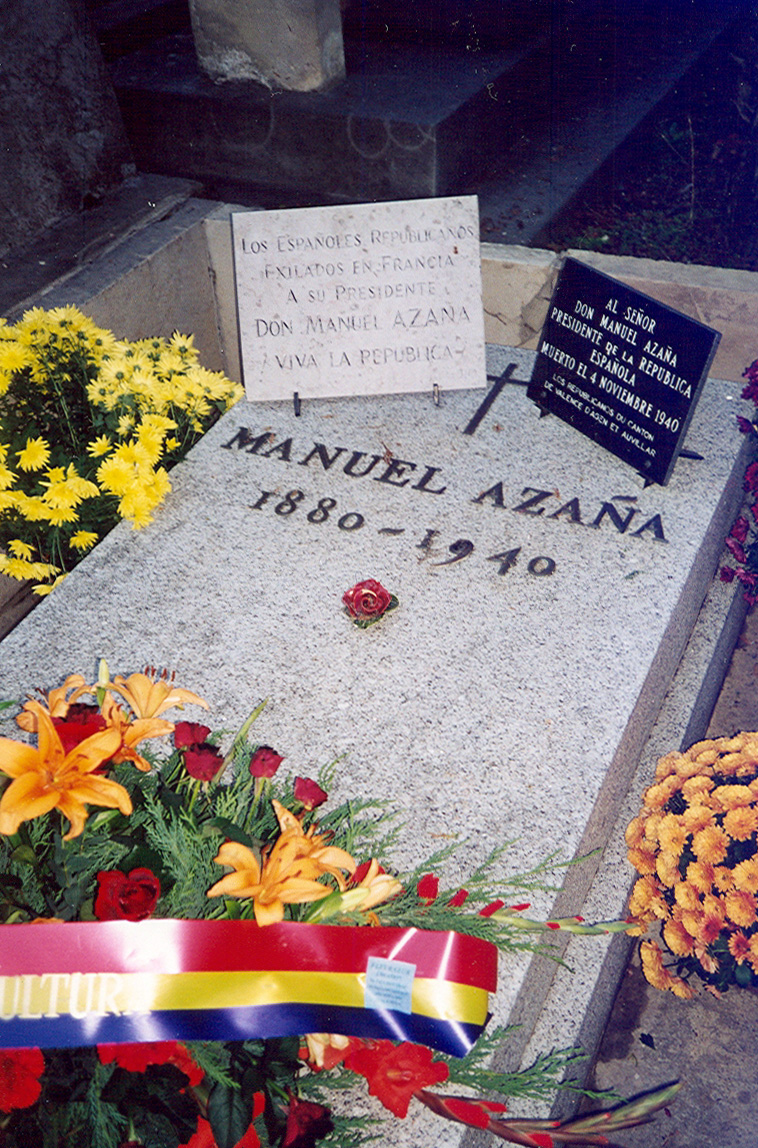
Tumba de Manuel Azaña.